# Jack and Diane (film)
Pour plus de détails, voir Fiche technique et Distribution.
Jack and Diane est un film dramatique américain coproduit, écrit et réalisé par Bradley Rust Gray sorti en 2012.

## Synopsis
Deux adolescentes, Jack (Riley Keough) et Diane (Juno Temple) tombent amoureuses.

## Fiche technique
- Titre : Jack and Diane
- Réalisation : Bradley Rust Gray
- Scénario : Bradley Rust Gray
- Direction artistique : Chris Trujillo
- Décors : Matt Marks
- Costumes : Audrey Louise Reynolds
- Photographie : Anne Misawa
- Son :
- Montage :
- Animation : Frères Quay
- Musique :
- Production : Karin Chien, Jen Gatien, Bradley Rust Gray et So Yong Kim
- Société de production : Deerjen Films et RCR Media Group
- Société de distribution :  Magnolia Pictures
- Pays d'origine :  États-Unis
- Langue : Anglais
- Format : Couleurs - 35mm - 1.85:1 - Son Dolby numérique
- Genre : Film d'horreur dramatique
- Durée : 110 minutes (1 h 50)
- Dates de sortie : 
  -  États-Unis : 20 avril 2012 (festival du film de TriBeCa)
  -  États-Unis : 2 novembre 2012

## Distribution
- Juno Temple : Diane
- Riley Keough : Jack
- Dane DeHaan : Chris
- Kylie Minogue : Tara
- Leo Fitzpatrick : Joby
- Haviland Morris : la mère de Jack
- Cara Seymour : la tante Linda

## Distinctions

### Nominations
- 1 nomination[Quoi ?]

## Autour du film
Le film tire son titre de Jack & Diane, une chanson de John Mellencamp. 